# Aulacaspis loranthi
Aulacaspis loranthi är en insektsart som först beskrevs av Green 1900.  Aulacaspis loranthi ingår i släktet Aulacaspis och familjen pansarsköldlöss. Inga underarter finns listade i Catalogue of Life.